# Municipio de Bergland
El municipio de Bergland (en inglés: Bergland Township) es un municipio ubicado en el condado de Ontonagon en el estado estadounidense de Míchigan. En el año 2010 tenía una población de 467 habitantes y una densidad poblacional de 1,67 personas por km².

## Geografía
El municipio de Bergland se encuentra ubicado en las coordenadas 46°36′16″N 89°39′22″O / 46.60444, -89.65611. Según la Oficina del Censo de los Estados Unidos, el municipio tiene una superficie total de 280.33 km², de la cual 255,12 km² corresponden a tierra firme y (8,99 %) 25,21 km² es agua.

## Demografía
Según el censo de 2010, había 467 personas residiendo en el municipio de Bergland. La densidad de población era de 1,67 hab./km². De los 467 habitantes, el municipio de Bergland estaba compuesto por el 97,64 % blancos, el 0,86 % eran amerindios, el 0,43 % eran asiáticos y el 1,07 % eran de una mezcla de razas. Del total de la población el 1,07 % eran hispanos o latinos de cualquier raza.